# Teori Zavascki
Teori Albino Zavascki (Faxinal dos Guedes, Santa Catarina, Brasil; 15 de agosto de 1948-Parati, Río de Janeiro, Brasil; 19 de enero de 2017) fue un abogado, juez, profesor de derecho y Magistrado del Supremo Tribunal Federal de Brasil desde el 29 de noviembre de 2012 hasta su muerte, nombrado por la presidenta Dilma Rousseff.
Ganó notoriedad tras convertirse en juez relator de la Operación Lava Jato en el Supremo Tribunal Federal de Brasil.
El Magistrado Zavascki dio un gran envión a la causa al autorizar la apertura de una investigación a 47 políticos sospechosos de haber formado del esquema de corrupción de la estatal Petrobras, investigado en el marco de la operación Lava Jato. En noviembre de ese año, sentenció a cuatro años de prisión al senador Delcidio do Amaral, a su abogado Edson Ribeiro y a su jefe de Gabinete, Diogo Ferreira Rodrigues. La misma pena recayó sobre el banquero Andrés Esteves, por tentativa de obstrucción de la Justicia en el caso.
Además actuó en el Proceso de destitución de Dilma Rousseff y aceptó la denuncia que produjo la destitución de Eduardo Cunha de Presidente de la Cámara de Diputados de Brasil y de Diputado Federal del país sudamericano.
Antes de que el fuera designado Magistrado del Supremo Tribunal Federal de Brasil, fue magistrado del Tribunal Superior de Justicia desde el 2003-2012, designado por Fernando Henrique Cardoso y ratificado por el entonces presidente Lula. Era un maestro especializado y doctor en Derecho Procesal Civil por la Universidad Federal do Rio Grande do Sul (UFRGS) y enseñó en la Universidad de Vale do Rio dos Sinos (1980-1987), UFRGS (1987-2005, 2013-presente) y la Universidad de Brasilia (2005-2013).
El juez Teori Zavascki murió el 19 de enero de 2017 al estrellarse el avión en que viajaba. El siniestro se produjo sobre las 13H45 locales (15H45 GMT) en Paraty, una turística localidad costera del litoral de Río de Janeiro, a unos 250 kilómetros de la capital del Estado de Río de Janeiro.

## Carrera
Se graduó de Licenciado en Derecho por la Universidad Federal de Rio Grande do Sul, en 1971, completó su maestría y un doctorado en Derecho Civil en la misma institución en 2000 y 2005.
Elogiado por sus pares, que destacan su perfil "técnico", comenzó su carrera pública en el estado Río Grande do Sul y se convirtió en abogado del Banco Central de Brasil entre 1976 a 1989. En 1979, después de pasar con éxitos los exámenes de competencia correspondiente, fue nombrado para el cargo de juez federal y asesor legal del Estado de Rio Grande do Sul, pero no tomó posesión del puesto porque optó en quedarse en el Banco Central.
Entre 1989 y 2003, y entró a través del quinto constitucional, fue juez de la Corte Federal de la 4ª Región, que presidió desde 21 de junio de 2001 al 7 de mayo de 2003.
En diciembre de 2002, fue nombrado por Fernando Henrique Cardoso para ser ministro del Tribunal Superior de Justicia (STJ). El Senado del Brasil aprobó su nombre el 13 de marzo de 2003, con 59 votos a favor, tres en contra y una abstención, siendo designado por Luiz Inácio Lula da Silva y de asumir el cargo el 8 de mayo de 2003.
Fue profesor de la Facultad de Derecho de la Universidad Federal de Río Grande del Sur desde 1987. Después pasó a dar clases a la Facultad de Derecho de la Universidad de Brasilia (UNB). Allí enseñó desde 2005-2013 cuando volvió a dar clase de nuevo en la UFRGS.

## Magistrado delSupremo Tribunal Federal de Brasil
El 6 de marzo de 2015, este juez de la Corte, que fue designado por la presidenta Dilma Rousseff para el cargo en 2012, dio un gran envión a la causa al autorizar la apertura de una investigación a 47 políticos sospechosos de haber formado del esquema de corrupción de la estatal Petrobras, investigado en el marco de la operación Lava Jato.En noviembre de ese año, sentenció a cuatro años de prisión al senador Delcidio do Amaral, a su abogado Edson Ribeiro y a su jefe de Gabinete, Diogo Ferreira Rodrigues. La misma pena recayó sobre el banquero Andrés Esteves, por tentativa de obstrucción de la Justicia en el caso.
En mayo, por su parte, negó el pedido del gobierno de la por entonces presidente Dilma Rousseff para anular el proceso de destitución en su contra.Otra importante medida que tomó Zavascki, encargado de los procesos del caso Petrobras, fue que todas las investigaciones en primera instancia de la Justicia Federal en las que estuviera involucrado el exjefe de Estado Luiz Inácio Lula da Silva y políticos brasileños con fueros fuesen remitidas al Supremo Tribunal Federal.El 13 de junio de ese año, determinó que la investigación que involucraba a Lula por el tríplex en la playa y la casa de campo, ambos en el estado de San Pablo, regresara a la jurisdicción a manos del juez Sérgio Moro.En el mismo fallo, anuló judicialmente la conversación telefónica grabada por Moro en la que Lula y Dilma discutían los trámites para que el expresidente tomara el cargo de ministro de la Casa Civil.En donde se acusaba a Dilma Rousseff de obstruir a la justicia. En 2016, aceptó una segunda denuncia de la Procuraduría General contra Eduardo Cunha, expresidente de la Cámara de Diputados e impulsor del Proceso de destitución de Dilma Rousseff, que finalmente fue detenido por sus vínculos con la operación Lava Jato.
En agosto de 2016, en tanto, atendió un pedido presentado en mayo por el procurador general de la República, Rodrigo Janot, para investigar a Dilma y Lula por obstrucción a la Justicia. En la demanda también estaban involucrados los exministros del Partido de los Trabajadores (PT) Aloizio Mercadante y José Eduardo Cardozo; el senador destituido Delcídio do Amaral y los magistrados del Superior Tribunal de Justicia (STJ) Francisco Falcão y Marcelo Navarro Ribeiro Dantas.
En 2015 y 2016, fue el responsable de algunos de los desarrollos más importantes de la operación "Lava Jato", un escándalo que ha salpicado a políticos y empresarios de renombre, incluido el expresidente brasileño Lula da Silva.
Un día antes del accidente, que tuvo lugar en la localidad de Paraty, el juez y su equipo habían iniciado el análisis de los testimonios de unos 80 ejecutivos que trabajaban en la compañía de construcción brasileña Odebrecht, involucrada también en la Operación Lava Jato.

## Vida personal
Nacido en Faxinal dos Guedes, en el estado de Santa Catarina, el 15 de agosto de 1948, él era el hijo de Severino Teori Zavascki, descendiente de polacos y Pía María Fontana, descendiente de italianos. En el año 1972, Teori se casó con Liana Maria Prehn Zavascki, con quien tuvo sus 3 hijos. En 2004, Teori se volvió a casar, ahora con la juez federal de la Corte Federal de la 4ª Región María Helena de Castro, que murió en 2013 debido a un cáncer. Es seguidor del Grêmio de Porto Alegre, y asesor del club durante muchos años. Le sobreviven tres hijos.

## Fallecimiento
El siniestro se produjo sobre las 13H45 locales (15H45 GMT) en Paraty, una turística localidad costera del litoral de Río de Janeiro, a unos 250 kilómetros de la capital del estado, indicó la Marina de Brasil. La aeronave, que había despegado menos de una hora antes desde Sao Paulo, trasportaba a cinco pasajeros y se dirigía a Angra do Reis. Las primeras imágenes tras el accidente mostraban partes del fuselaje del avión King Air C90 sumergido en el agua en una tarde lluviosa, mientras comenzaban las operaciones de rescate. Toda la información de la muerte fue confirmada por el hijo en las redes sociales.
Los jueces del STF son designados por el presidente de la nación en acuerdo con el Senado. El comisario de la Policía Federal Marcio Anselmo, uno de los investigadores del "Petrolao", pidió que se investigue la muerte de Zavascki, haciendo notar que esta se produjo "en vísperas de la homologación de la colaboración premiada de Odebrecht", publicó el diario Folha. "Ese 'accidente' debe ser investigado a fondo".
La muerte del magistrado está levantando teorías de conspiración por su muerte en las redes sociales de internet y otros medios en Brasil.

## Honras fúnebres
El cuerpo fue liberado por el Instituto de Medicina Legal de Angra dos Reis después del accidente. Fue transportado a Río de Janeiro para su embalsamamiento, Oficialmente falleció de politraumatismo craneal. El funeral tuvo lugar en el pleno del Tribunal Regional Federal de la 4ª Región (TRF4) en Porto Alegre, y el entierro se llevó a cabo a las 18:45 en el cementerio Jardín de Paz, en el este de la misma ciudad.